# 茱利亞·凱撒麗絲
茱利亞‧凱撒麗絲（拉丁語：Julia Caesaris, 前83年或前82年—前54年），凱撒大帝唯一的孩子。

## 生平
凱撒17、18歲就和第一任妻子生下了茱利亞。前59年他把茱利亞嫁給了龐培為第四任妻子，以堅固他們政治上的結盟。茱利亞和夫婿感情甚篤。茱利亞懷孕時因看見家僕帶回家來的一件龐培在鎮壓暴動中沾了血的官服，誤以為丈夫死了，憂傷中胎兒早產，身體受損，於次年八月過世。